# Ilie Bolojan
Ilie Bolojan, né le 17 mars 1969 à Vadu Crișului, est un homme d'État roumain, Premier ministre depuis le 23 juin 2025.
En 2024, après avoir été pendant douze ans maire d'Oradea, il devient président du Parti national libéral (PNL), puis président du Sénat.
En cette dernière qualité, il assure les fonctions de président de Roumanie par intérim du 12 février au 26 mai 2025, à la suite de la démission de Klaus Iohannis. Le 23 juin, il est désigné Premier ministre par le nouveau président Nicușor Dan.

## Parcours politique

### Maire d'Oradea
En 2008, Bolojan est élu maire d'Oradea avec 50,3 % des voix, devenant le premier maire de la ville élu au premier tour après 1989. Il lance un programme de réformes administratives et économiques, de modernisation des infrastructures et de réhabilitation du centre historique, riche en édifices Art nouveau. La ville est ainsi devenue un centre économique et touristique particulièrement attractif,. En 2012 et 2016, Bolojan est réélu maire, en obtenant plus de 70 % des voix,.

### Président du comté de Bihor
En 2020, Ilie Bolojan est élu président du comté de Bihor avec 61,5 % des voix. Il continua à l'échelle du comté de promouvoir le développement des infrastructures et les investissements privés, améliorant la transparence et l'efficacité des services publics,,.

### Cadre du Parti national libéral
En décembre 2015, il est nommé secrétaire général du PNL. Il démissionne en décembre 2016.
Il devient ensuite premier vice-président de juin 2017 à septembre 2018,.
En novembre 2024, après la non qualification de Nicolae Ciucă au second tour de l'élection présidentielle roumaine de 2024, il lui succède par intérim à la tête du PNL.

### Président du Sénat
Après les élections parlementaires roumaines de 2024, dans le cadre de l'accord de coalition entre le PNL et le PSD, il devient président du Sénat.

### Président de la Roumanie par intérim
À la suite de la démission du président roumain Klaus Iohannis le 12 février 2025 sous la pression des partis d'oppositions d'extrême droite après l'annulation de l'élection présidentielle de 2024, Ilie Bolojan lui succède le même jour pour assurer l'intérim jusqu'à la tenue de l'élection présidentielle au printemps 2025.
Cătălin Predoiu assure l'intérim à la tête du parti, tandis que Mircea Abrudean devient président intérimaire du Sénat. Le candidat pro-européen Nicușor Dan remporte l'élection présidentielle et succède à Bolojan le 26 mai 2025.
Le 26 mai 2025, à l'issue de son intérim présidentiel, il reprend la tête du Sénat.

### Premier ministre de Roumanie
En mai 2025, lors de sa campagne présidentielle, Nicușor Dan propose de former un gouvernement constitué des partis pro-européens et dirigé par Ilie Bolojan.
Les premières consultations entre le nouveau président Dan et le bloc pro-européen ont lieu le 30 mai. Des discussions permettent d'esquisser la composition d'un gouvernement de coalition vers le 7 juin. Après la tenue le 16 juin des consultations entre le président et les futurs partenaires de coalition, des consultations formelles de tous les partis représentés au Parlement sont initialement prévues le 18 juin pour entériner sa nomination. Les dirigeants du Parti social-démocrate (PSD) acceptent au soir du 17 juin la nomination de Bolojan, alors que les discussions se poursuivent, et le processus est ralenti par les désaccords sur la répartition des ministères,.
Le 20 juin 2025, au lendemain des consultations formelles, il est formellement désigné Premier ministre par le nouveau président Nicușor Dan à la tête d'une coalition pro-européenne constituée du Parti social-démocrate (PSD), du Parti national libéral (PNL), de l'Union sauvez la Roumanie (USR), et de l'Union démocrate magyare de Roumanie (UDMR). En vertu de l'accord de coalition, Bolojan doit rester Premier ministre jusqu'en avril 2027, date à laquelle il sera remplacé par un membre du PSD. Le 23 juin, le nouveau gouvernement est investi avec 301 voix, soit 67 de plus que les 234 requises. Il est assermenté le jour même avec son gouvernement.